# Stenocercus guentheri
Stenocercus guentheri — вид ігуаноподібних ящірок родини Tropiduridae. Мешкає в Еквадорі. Вид названий на честь британського зоолога Альберта Гюнтера.

## Поширення і екологія
Stenocercus guentheri живуть у вологих і сухих високогірних чагарникових заростях Еквадорських Анд, трапляються в садах, на плантаціях і пасовищах. Зустрічаються на висоті від 2230 до 3700 м над рівнем моря. Відкладають яйця.